# Quincy Hall
Quincy Hall, född 31 juli 1998, är en amerikansk friidrottare som tävlar i kortdistans.

## Karriär
Hall tog brons på 400 meter vid världsmästerskapen i friidrott 2023. Han ingick även i det amerikanska stafettlaget som tog guld på 4 x 400 meter vid samma mästerskap. Vid OS 2024 tog han guld på 400 meter.